# Boys Don't Cry (album)
Boys Don't Cry is een verzamelalbum van de Engelse new-wavegroep The Cure. Het betreft het debuutalbum van de band buiten het Verenigd Koninkrijk en Europa. Het werd in 1980 uitgebracht door Fiction Records.
Het album werd in 1980 onder andere uitgebracht in Duitsland, Canada, de Verenigde Staten, Australië en Nieuw-Zeeland. Het bestond uit 8 nummers van hun debuutalbum Three Imaginary Boys, aangevuld met materiaal uit 1978 en 1979 waaronder de singles "Killing an Arab", "Boys Don't Cry" en "Jumping Someone Else's Train".

## Nummers
Alle nummers geschreven door de Cure (Robert Smith, Michael Dempsey en Lol Tolhurst).
Kant A:
1. "Boys Don't Cry" - 2:35
2. "Plastic Passion" - 2:14
3. "10:15 Saturday Night" - 3:38
4. "Accuracy" - 2:16
5. "Object" - 2:36 (op de cd-versie vervangen door: "So What" - 3:01)
6. "Jumping Someone Else's Train" - 2:56
7. "Subway Song" - 5:55

Kant B:
1. "Killing an Arab" - 2:22
2. "Fire in Cairo" - 3:21
3. "Another Day" - 3:43
4. "Grinding Halt" - 2:49
5. "World War" - 2:36 (niet op de cd-versie)
6. "Three Imaginary Boys" - 3:14

## Samenstelling
- Robert Smith - gitaar, zang, harmonica
- Laurence Tolhurst - drums
- Michael Dempsey - basgitaar

### Overig personeel
- Chris Parry - producent
- Mike Hedges - technicus
- Mike Dutton - assistent technicus
- Bill Smith - hoesontwerp

## Singles
- 1979 - "Boys Don't Cry" (B-kant: "Plastic Passion")
- 1979 - "Jumping Someone Else's Train" (B-kant: "I’m Cold")